# Primeira Liga 2006-2007
La Primeira Liga 2006-2007, nota come BWIN Liga 2006-2007 per ragioni di sponsorizzazione, è stata la 73ª edizione della massima serie del campionato portoghese di calcio. Il campionato è iniziato il 27 agosto 2006 ed è terminato il 20 maggio 2007.
Il campionato è stato vinto del Porto per la 22ª volta nella sua storia, la seconda consecutiva. Il capocannoniere del torneo è stato Liédson dello Sporting CP, con 15 reti segnate. Il Beira-Mar e il Desportivo das Aves sono stati retrocessi in Segunda Liga.

## Stagione

### Novità
Dalla precedente stagione sono stati retrocesse quattro squadre per ridurre il numero di partecipanti da 18 a 16: Penafiel, Vitória Guimarães, Rio Ave e Gil Vicente, quest'ultimo retrocesso a tavolino per aver schierato indebitamente il calciatore Mateus. Sono state promosse dalla Segunda Liga il Beira-Mar e il Desportivo das Aves.

### Formato
Le 16 squadre partecipanti si affrontano in un girone di andata e ritorno, per un totale di 30 giornate.

La squadra campione di Portogallo e la seconda classificata hanno il diritto a partecipare alla fase a gironi della UEFA Champions League 2007-2008.

La squadra classificata al terzo posto è ammessa al terzo turno di qualificazione della UEFA Champions League 2007-2008.

Le squadre classificate al quarto e al quinto posto sono ammesse al primo secondo turno della Coppa UEFA 2007-2008, assieme alla squadra vincitrice della Taça de Portugal 2006-2007.

La squadra classificata al sesto posto è ammessa alla Coppa Intertoto 2007.

Le squadre classificate agli ultimi due posti (15º e 16º posto) retrocedono in Segunda Liga.

## Squadre partecipanti
| Club             | Città             | Stadio                              | Risultato Stagione 2005-2006 |
| ---------------- | ----------------- | ----------------------------------- | ---------------------------- |
| Académica        | Coimbra           | Stadio Città di Coimbra             | 14º posto in Primeira Liga   |
| Beira-Mar        | Aveiro            | Stadio comunale di Aveiro           | 1º posto in Segunda Liga     |
| Belenenses       | Lisbona           | Estádio do Restelo                  | 15º posto in Primeira Liga   |
| Benfica          | Lisbona           | Estádio da Luz                      | 3º posto in Primeira Liga    |
| Boavista         | Porto             | Estádio do Bessa Século XXI         | 6º posto in Primeira Liga    |
| Braga            | Braga             | Stadio comunale di Braga            | 4º posto in Primeira Liga    |
| Desp. Aves       | Santo Tirso       | Estádio do CD das Aves              | 2º posto in Segunda Liga     |
| Estrela Amadora  | Amadora           | Estádio José Gomes                  | 9º posto in Primeira Liga    |
| Marítimo         | Funchal           | Estádio dos Barreiros               | 10º posto in Primeira Liga   |
| Nacional         | Funchal           | Estádio da Madeira                  | 5º posto in Primeira Liga    |
| Naval            | Figueira da Foz   | Estádio Municipal José Bento Pessoa | 13º posto in Primeira Liga   |
| Paços Ferreira   | Paços de Ferreira | Estádio da Mata Real                | 11º posto in Primeira Liga   |
| Porto            | Porto             | Estádio do Dragão                   | Campione del Portogallo      |
| Sporting Lisbona | Lisbona           | Stadio José Alvalade                | 2º posto in Primeira Liga    |
| União Leiria     | Leiria            | Estádio Dr. Magalhães Pessoa        | 7º posto in Primeira Liga    |
| Vitória Setúbal  | Setúbal           | Estádio do Bonfim                   | 8º posto in Primeira Liga    |

## Classifica finale
|  | Pos. | Squadra          | Pt | G  | V  | N  | P  | GF | GS | DR  |
|  | ---- | ---------------- | -- | -- | -- | -- | -- | -- | -- | --- |
|  | 1.   | Porto            | 69 | 30 | 22 | 3  | 5  | 65 | 20 | +45 |
|  | 2.   | Sporting Lisbona | 68 | 30 | 20 | 8  | 2  | 54 | 15 | +39 |
|  | 3.   | Benfica          | 67 | 30 | 20 | 7  | 3  | 55 | 20 | +35 |
|  | 4.   | Braga            | 50 | 30 | 14 | 8  | 8  | 35 | 30 | +5  |
|  | 5.   | Belenenses       | 49 | 30 | 15 | 4  | 11 | 36 | 29 | +7  |
|  | 6.   | Paços Ferreira   | 42 | 30 | 10 | 12 | 8  | 31 | 36 | -5  |
|  | 7.   | União Leiria     | 41 | 30 | 10 | 11 | 9  | 25 | 27 | -2  |
|  | 8.   | Nacional         | 39 | 30 | 11 | 6  | 13 | 41 | 38 | +3  |
|  | 9.   | Boavista         | 35 | 30 | 8  | 11 | 11 | 32 | 34 | -2  |
|  | 10.  | Estrela Amadora  | 35 | 30 | 9  | 8  | 13 | 23 | 36 | -13 |
|  | 11.  | Naval            | 32 | 30 | 7  | 11 | 12 | 28 | 37 | -9  |
|  | 12.  | Marítimo         | 32 | 30 | 8  | 8  | 14 | 30 | 44 | -14 |
|  | 13.  | Académica        | 26 | 30 | 6  | 8  | 16 | 28 | 46 | -18 |
|  | 14.  | Vitória Setúbal  | 24 | 30 | 5  | 9  | 16 | 21 | 45 | -24 |
|  | 15.  | Beira-Mar        | 23 | 30 | 4  | 11 | 15 | 28 | 55 | -27 |
|  | 16.  | Desp. Aves       | 22 | 30 | 5  | 7  | 18 | 22 | 42 | -20 |

Legenda:

      Campione del Portogallo e ammessa alla UEFA Champions League 2007-2008

      Ammesse alla UEFA Champions League 2007-2008

      Ammesse alla Coppa UEFA 2007-2008

      Ammesse alla Coppa Intertoto 2007

      Retrocessa in Segunda Liga 2007-2008

Tre punti a vittoria, uno a pareggio, zero a sconfitta.
La classifica viene stilata secondo i seguenti criteri:
- Punti conquistati
- Punti conquistati negli scontri diretti
- Differenza reti negli scontri diretti
- Reti realizzate in trasferta negli scontri diretti
- Differenza reti generale
- Partite vinte
- Reti totali realizzate
- Spareggio

## Statistiche

### Classifica marcatori
| Gol |  |  | Giocatore        | Squadra          |
| --- |  |  | ---------------- | ---------------- |
| 15  |  |  | Liédson          | Sporting Lisbona |
| 12  |  |  | Dady             | Belenenses       |
| 11  |  |  | Adriano          | Porto            |
| 11  |  |  | Simão Sabrosa    | Benfica          |
| 10  |  |  | Roland Linz      | Boavista         |
| 10  |  |  | Fabrizio Miccoli | Benfica          |
| 10  |  |  | Hélder Postiga   | Porto            |
| 10  |  |  | Nei              | Naval            |

## Verdetti finali
- Porto campione di Portogallo 2006-2007 e ammesso alla fase a gironi della UEFA Champions League 2007-2008.
- Sporting CP ammesso alla fase a gironi della UEFA Champions League 2007-2008.
- Benfica qualificato al terzo turno preliminare della UEFA Champions League 2007-2008.
- Braga, Belenenses e Paços de Ferreira qualificati al primo turno della Coppa UEFA 2007-2008.
- União Leiria qualificato alla Coppa Intertoto 2007.
- Beira-Mar e Desportivo das Aves retrocessi in Segunda Liga 2007-2008.